# آرامگاه الراشد بالله
آرامگاه الراشد بالله یا آرامگاه راشد قرن ششم هجری قمری در شهر اصفهان بنا شد. این سازه قریب به نهصد سال پیش در عهد سلجوقی، نزدیک کرانه شمالی زاینده رود ساخته شد. مقبره الراشد بالله، آرامگاه خلیفه عباسی است که وی با پیش گرفتن رفتاری خصمانه و ناتوانی عمل به تعهدات پدرش مسترشد (خلیفه پیشین) در پرداخت باج به مسعود بن  محمد بن ملکشاه سلجوقی؛ گرفتار خشم مسعود گردید، و سرانجام با محاصره بغداد توسط سَلاجقه، خلیفه راشد از بغداد به موصل گریخت و آواره شهر های بسیاری شد. تا در نهایت دو سال بعد در رمضان ۵۳۲ هجری قمری در اصفهان به دست جمعی از فدائیان اسماعیلیه به قتل رسید و در همان جا به خاک سپرده شد.

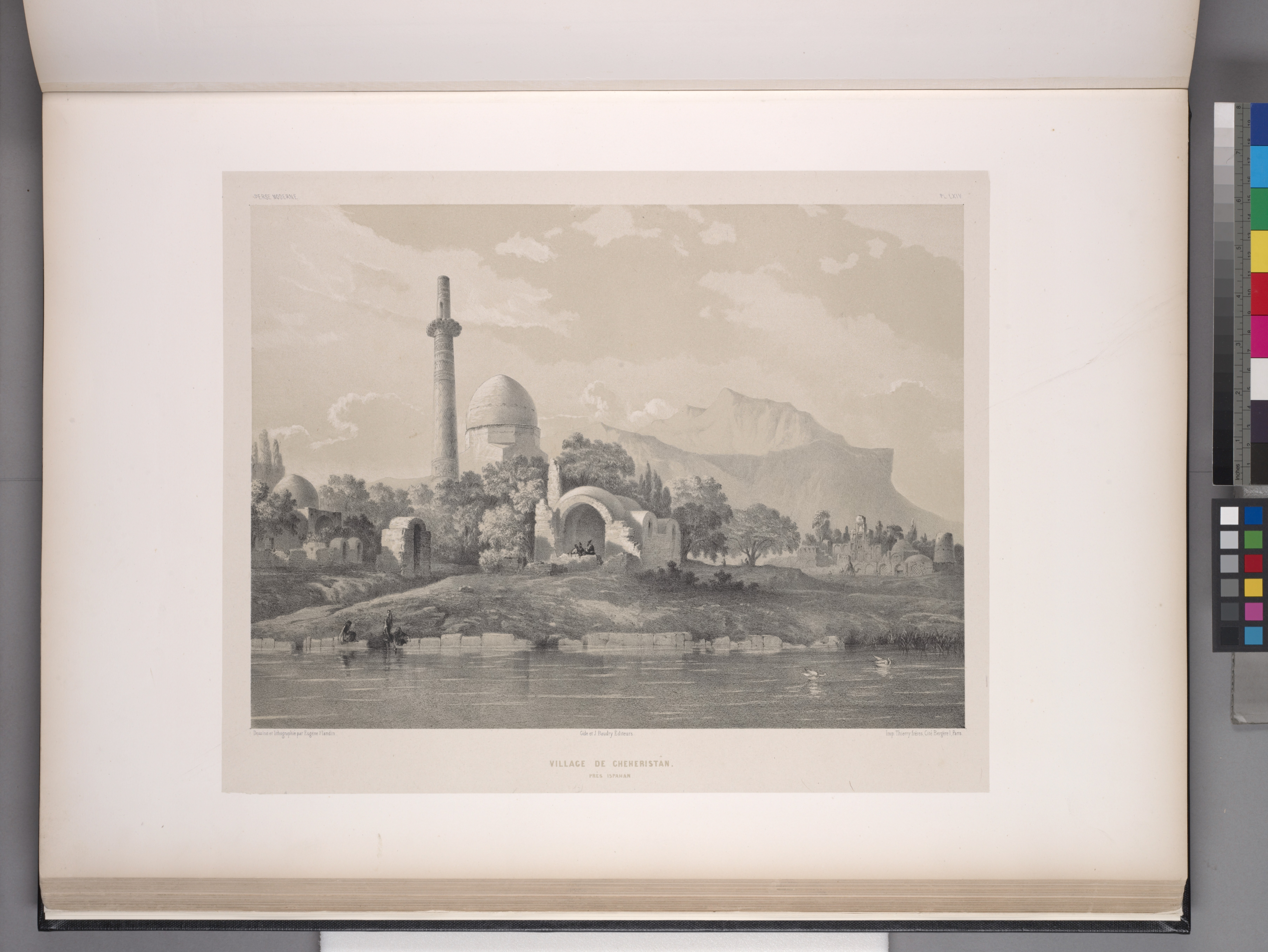